# 耶吉峰
46°9′6″N 7°58′13″E / 46.15167°N 7.97028°E

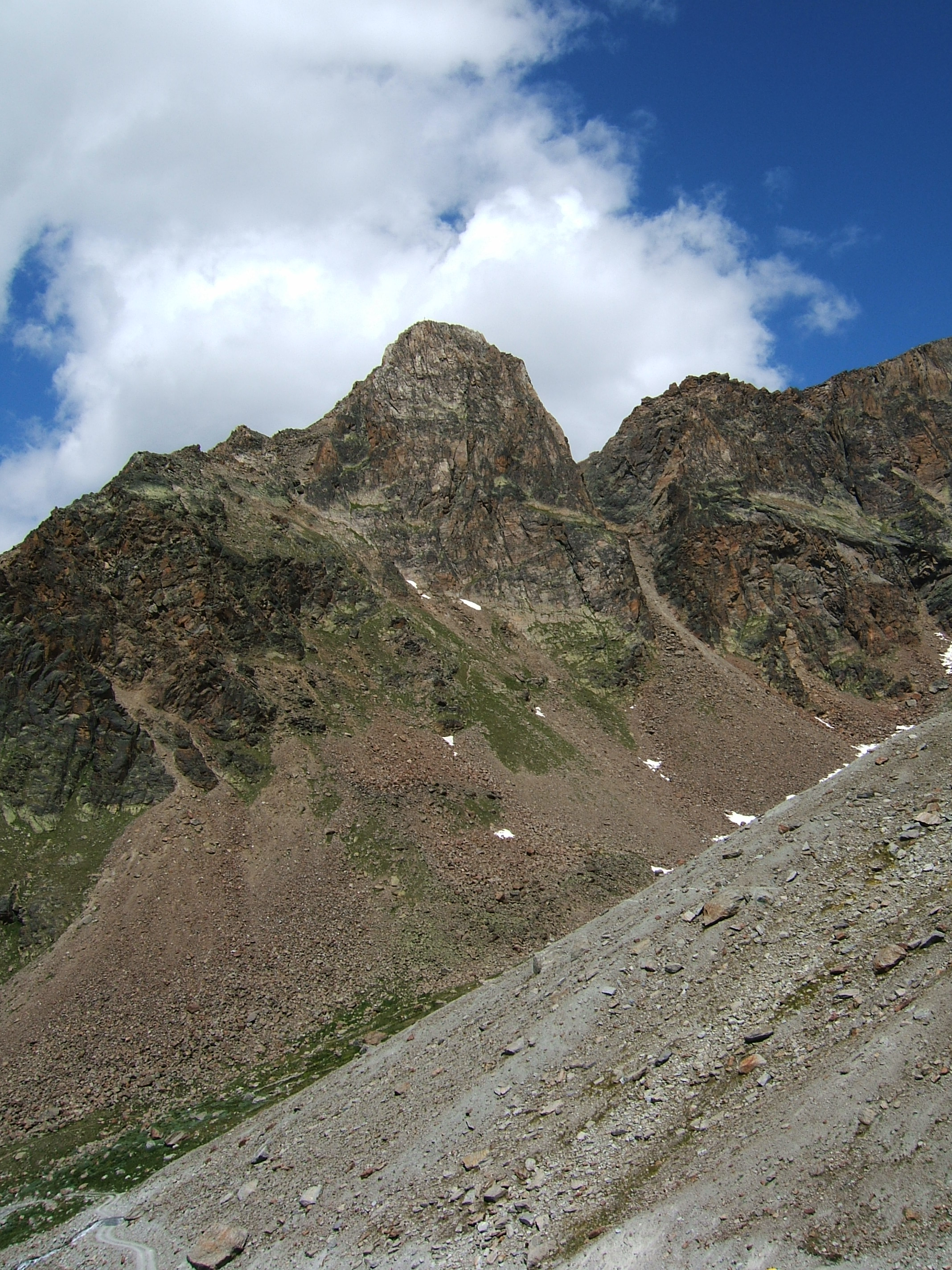

耶吉峰（Jegihorn），是瑞士的山峰，位於該國南部，由瓦萊州負責管轄，屬於本寧阿爾卑斯山脈的一部分，海拔高度3,206米，每年平均降雨量2,221毫米。

## 外部連結
- Jegihorn on Hikr （页面存档备份，存于）